# Puig de l'Esquella
El Puig de l'Esquella és una muntanya de 266 metres que es troba al municipi de Cassà de la Selva, a la comarca del Gironès.